# Ninotchka
 (septembre 2021).
Si vous disposez d'ouvrages ou d'articles de référence ou si vous connaissez des sites web de qualité traitant du thème abordé ici, merci de compléter l'article en donnant les références utiles à sa vérifiabilité et en les liant à la section « Notes et références ».
Pour plus de détails, voir Fiche technique et Distribution.
Ninotchka est un film américain de comédie romantique et satire politique réalisé par Ernst Lubitsch, sorti en 1939, et met en vedette Greta Garbo et Melvyn Douglas,. Il a été écrit par Billy Wilder, Charles Brackett et Walter Reisch, basé sur une histoire de Melchior Lengyel.
Ninotchka est la première comédie complète de Greta Garbo et son avant-dernier film ; elle a reçu sa troisième et dernière nomination aux Oscars de la meilleure actrice. Le film a reçu au total quatre nominations aux Oscars.
Nina Yakouchova, dite Ninotchka (Greta Garbo), une incorruptible commissaire politique soviétique, est envoyée à Paris pour enquêter sur le comportement de trois représentants de l'URSS dont la mission était de négocier un joyau. Quand elle rencontre le séduisant et corrupteur comte d'Algout (Melvyn Douglas), elle voit ses convictions mises à rude épreuve. Peu à peu, la sévère Russe succombe au capitalisme et à Léon d'Algout, un coureur de jupons français amoureux d'elle et qui représente tout ce qu'elle devrait détester,.
En 1990, Ninotchka a été sélectionnée pour être conservée dans le National Film Registry des États-Unis par la Bibliothèque du Congrès comme étant « culturellement, historiquement ou esthétiquement significative ». En 2011, la Time a également inclus le film sur la liste des « 100 films de tous les temps » du magazine.

## Synopsis
Trois agents du ministère soviétique du commerce, Iranoff, Buljanoff et Kopalski, sont envoyés à Paris pour vendre un lot de 40 bijoux confisqués à des aristocrates pendant la révolution russe pour acheter des machines agricoles. Ils font la connaissance du sympathique comte Léon d'Algout. Ils ignorent que celui-ci est payé (de différentes façons...) par la Grande Duchesse Swana, russe blanche immigrée à Paris, pour récupérer ses bijoux qui font partie du lot. Le comte distrait les trois émissaires en leur faisant goûter aux « charmes décadents » du capitalisme. Mais l'Union Soviétique dépêche Ninotchka Yakouchova, communiste dogmatique et inflexible pour reprendre les choses en main. Elle trouve sur son chemin le comte d'Algout, bien décidé à lui mettre des bâtons dans les roues. Elle éprouve la plus vive aversion pour cet oisif corrompu. Il est tout à fait impossible dans ces conditions qu'une idylle se noue entre eux... Théoriquement...

## Fiche technique
- Titre : Ninotchka

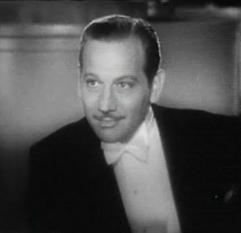
Melvyn Douglas dans Ninotchka.

- Réalisation : Ernst Lubitsch, assisté de John Waters (non crédité)
- Scénario : Charles Brackett, Billy Wilder, Walter Reisch, d'après un sujet de Melchior Lengyel
- Photographie : William H. Daniels
- Musique originale : Werner R. Heymann
- Décors : Cedric Gibbons, Randall Duell, Edwin B. Willis
- Costumes : Adrian
- Montage : Gene Ruggiero
- Maquillage : Jack Dawn
- Production : Ernst Lubitsch, Sidney Franklin
- Société de production et de distribution : Metro-Goldwyn-Mayer
- Budget : 1 365 000 $ (estimation)
- Pays d'origine :  États-Unis
- Format : Noir et blanc - 35 mm - 1,37:1
- Genre : Comédie romantique et espionnage
- Langue : anglais
- Durée : 110 minutes
- Dates de sortie :
  - États-Unis : 6 octobre 1939 (première mondiale à Hollywood), 3 novembre 1939 (première à New York)
  - France : 3 avril 1940

## Distribution
- Greta Garbo : Nina Ivanovna Yakouchova, dite Ninotchka
- Melvyn Douglas : (VF : Claude Péran) : Comte Léon d'Algout
- Ina Claire : Grande Duchesse Swana
- Béla Lugosi : Commissaire Razinin
- Sig Ruman : Michael Simonavich Iranoff
- Felix Bressart : Buljanoff
- Alexander Granach : Kopalski
- Gregory Gaye : Rakonin
- Rolfe Sedan : Le directeur de l'hôtel
- Edwin Maxwell : Mercier, le bijoutier
- Richard Carle : Gaston

Acteurs non crédités
- Dorothy Adams : Jacqueline, servante de la Grande Duchesse Swana
- George Davis : Porteur à la gare
- Mary Forbes : Lady Lavenham
- Lawrence Grant : Général Savitsky
- Armand Kaliz : Louis, le maître-d'hôtel
- Tamara Shayne : Anna, la colocataire de Ninotchka à Moscou
- Edwin Stanley : L'avocat soviétique
- George Tobias : Le fonctionnaire soviétique
- Wolfgang Zilzer : Un chauffeur de taxi

## Sortie

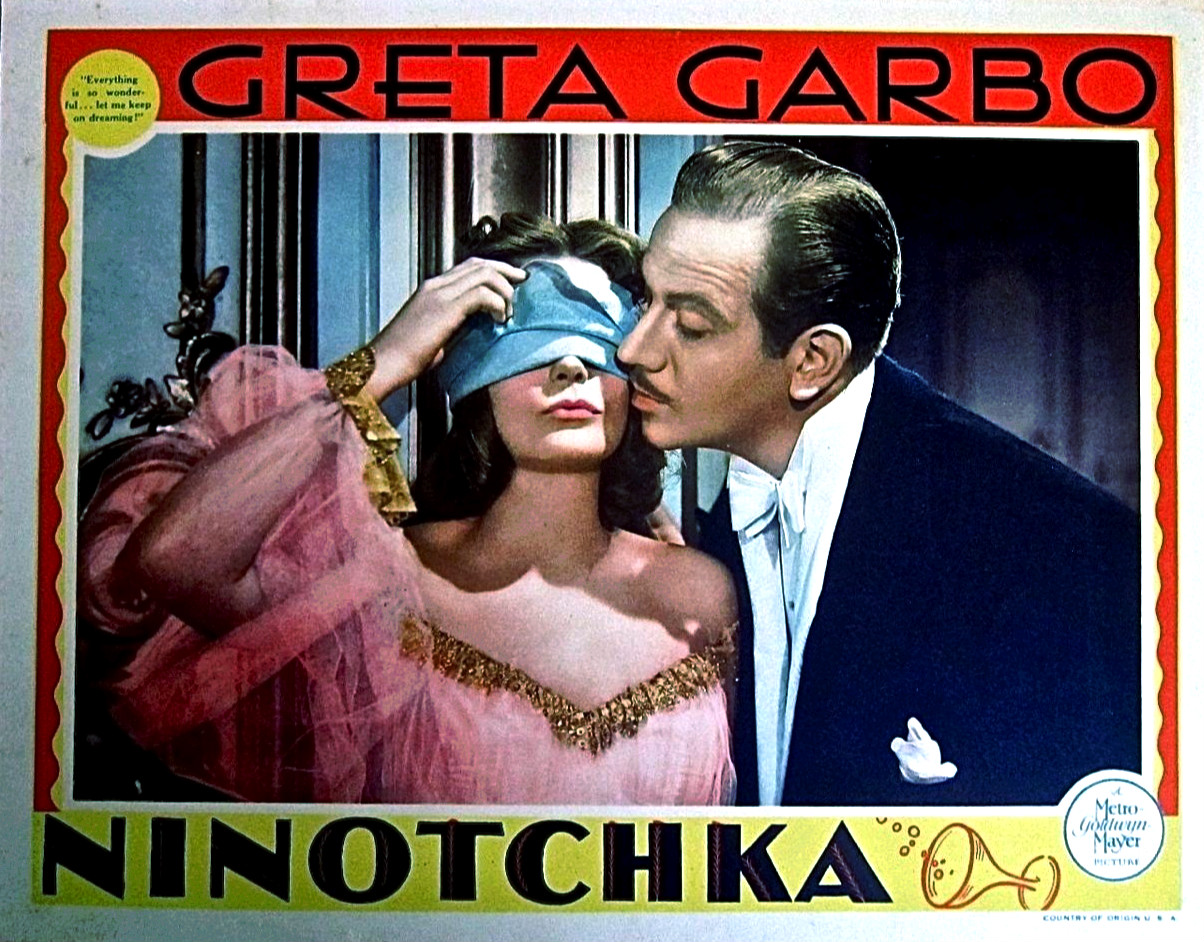
Carte d'entrée annonçant Greta Garbo à Ninotchka.

Le film sortit fin 1939, peu après le déclenchement de la Seconde Guerre mondiale en Europe, où il connut un énorme succès. Il était cependant interdit en Union soviétique et dans ses satellites. Malgré cela, il a rapporté 2 279 000 $ US dans le monde ; avec 1 187 000 $ aux États-Unis et 1 092 000 $ à l'international, réalisant un bénéfice de 138 000 $.
Dans une pièce de théâtre sur le célèbre "Garbo Talks!" ("Garbo parle!"), campagne publicitaire utilisée pour ses débuts en "talkie" dans Anna Christie (1930), Ninotchka a été commercialisée avec le slogan "Garbo Laughs!" ("Garbo rit!"), commentant l'image largement sombre et mélancolique de Garbo. Bien que Garbo ait ri à plusieurs reprises dans plusieurs de ses films précédents, il y avait du scepticisme quant à la capacité de l'actrice à jouer un personnage joyeux dans une comédie et Garbo a dû se battre avec la MGM pour son rôle dans Ninotchka, car les dirigeants du studio n'étaient pas sûrs que le public l'accepterait dans cela comme une aventure joyeuse et insouciante,.

## Commentaire
Lancé par le slogan « Garbo rit » (Garbo laughs), Ninotchka est la première comédie de Greta Garbo et son avant-dernier film. Sous la forme d'une comédie sentimentale légère, c'est l'un des premiers films américains à prendre pour thème principal – et pour cible – l'Union Soviétique. Il brosse une satire mordante de la Russie stalinienne qu'il présente comme un régime austère où sévissent la misère et les arrestations arbitraires et qu'il oppose à la société parisienne qui s'étourdit dans le luxe et la frivolité.
Cette satire du système soviétique ne relève pas pour autant de l'« anti-communisme primaire » ou, tout du moins, ce n'est pas une apologie du capitalisme – c'eut été surprenant de la part d'un scénariste comme Wilder –, les inégalités de la société française ne sont pas escamotées. C'est encore moins une apologie du système tsariste balayé par la révolution russe, la duchesse Swana est présentée comme un personnage égoïste et plein de morgue, plus haïssable finalement que l'idéaliste Ninotchka.

## À noter
- Le succès du film a donné lieu en 1957 à une reprise sous la forme d'une comédie musicale : La Belle de Moscou (Silk Stockings) de Rouben Mamoulian, avec Fred Astaire et Cyd Charisse.
- Ninotchka marque la deuxième collaboration entre Billy Wilder et Ernst Lubitsch, l’un au scénario l’autre à la réalisation. La première avait eu lieu l'année précédente avec La huitième femme de Barbe-bleue. L'action de ce film se passait également en France, sur la Côte d'Azur cette fois. À plusieurs reprises, les deux auteurs ont affiché dans leurs créations une inclination pour la France (et parfois une certaine aversion pour l'Amérique puritaine) à telle enseigne que dix des douze films qu'Ernst Lubitsch a réalisés entre 1930 et 1939 ont été tournés en France.
- Dix ans plus tard, Billy Wilder et Charles Brakett (deux des trois scénaristes de Ninotchka) écrivent La Scandaleuse de Berlin. Wilder le réalise lui-même, il met en scène cette fois un triangle amoureux dans le Berlin de l’immédiat après-guerre sur fond de corruption et de trafics dans la « valeureuse » armée américaine. Marlène Dietrich y tient le rôle principal.

## Récompenses et distinctions
- Nominations aux Oscars 1939 (attribués en 1940) du meilleur film, de la meilleure actrice, de la meilleure histoire originale, et du meilleur scénario. Mais aucune statuette ne lui fut attribuée, la plupart d'entre elles revenant cette année-là à Autant en emporte le vent.

## Extraits

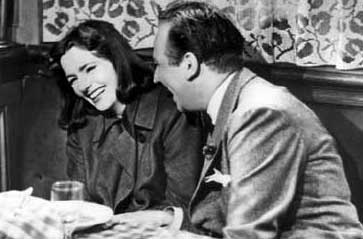
Greta Garbo et Melvyn Douglas

- « The apartment may suit your convenience but I doubt it will fit your convictions. It's the royal suite » (Cet appartement vous conviendra sans doute pour le confort, mais je doute qu'il satisfasse vos convictions : c'est la suite royale) Le responsable de l'Hôtel Clarence aux envoyés de Moscou.
- « That's an idea but who said we were to have an idea » (Ça c'est une idée, mais qui a dit que nous devions avoir des idées) Les envoyés communistes entre eux.
- « Comrades, comrades, don't let's give in so quickly. After all we have to uphold the prestige of Russia. All right, let's uphold it for another 10 minutes » (Camarades, camarades, ne cédons pas si rapidement, nous avons à défendre le prestige de la Russie. D'accord, défendons-le encore pendant 10 minutes) Les envoyés communistes entre eux lors de la négociation de la vente des bijoux.
- Iranoff, Buljanoff et Kopalski cherchent l'envoyé spécial de Moscou à la gare et croient le trouver quand ils voient un homme habillé comme eux et au physique ressemblant au cliché du soviétique. Ils n'ont pas le temps de le rejoindre qu'ils le voient saluer d'un « Heil Hitler » celle qui est venu le chercher.
- À la gare, scène entre Ninotchka et le porteur: « What do you want? » « May I have your bags Madam? » « Why? » « He is a porter, he wants to carry them » « Why? Why should you carry other people's bags » « Well, that's my business madam » « That's no business, that's social injustice » « That depends on the tip » (- Que voulez-vous ? - Puis-je avoir vos bagages, Madame ? - Pourquoi ? - C'est un porteur, il veut les porter - Pourquoi ? Pourquoi voudriez-vous porter les bagages des autres ? - Mais c'est mon métier, Madame - Ce n'est pas un métier, c'est une injustice sociale - Ça dépend du pourboire).
- « What are the news from Moscow? » « Good, very good. The last mass trials were a great success. There are going to be fewer but better Russians »[12] (- Quelles sont les nouvelles de Moscou ? - Bonnes, excellentes : les derniers procès collectifs ont été une vraie réussite : il y aura moins de Russes mais ils seront meilleurs).
- À l'ambassade d'URSS, un employé répond au téléphone : « Comrade Cazabine? No, I'm sorry. He hasn't been with us for six months, he was called back to Russia and was investigated. You can get further details from his widow. » (Le camarade Cazabine ? Non, je suis désolé, il nous a quitté il y a six mois, il a été rappelé en Russie pour enquête. Vous aurez plus de détails avec sa veuve).